# Twenty Five
Twenty Five, cuya traducción significa 25, es un álbum de grandes éxitos de George Michael, que celebra el 25 aniversario de su carrera musical. Este fue lanzado por Sony BMG el 13 de noviembre de 2006. Debutó al #1 en el UK Albums Chart y en el #23 en el Billboard 200, y alcanzó el Top 20 en la mayoría de las demás listas de álbumes.
El álbum contiene canciones principalmente de su carrera en solitario de George Michael, pero también desde sus primeros días con Wham!. El álbum está disponible en dos formatos: una serie de 2-CD y una edición limitada de 3-CD. El conjunto de 2-CD contiene 26 temas, entre ellos cuatro grabados con Wham! y tres nuevas canciones: "An Easier Affair", "This Is Not Real Love" (un dúo con la cantante británica Mutya Buena) y una nueva versión de "Heal the Pain", grabada con Paul McCartney. La versión de la edición limitada de 3-CD contiene 14 pistas adicionales menos conocidas, entre ellas una con Wham! y otra nueva canción llamada "Understand".
La versión en DVD de Twenty Five contiene 40 videos en dos discos, incluyendo 7 con Wham!.
La versión de 2 CD fue lanzada en los Estados Unidos el 1 de abril de 2008, con dos cambios de la versión internacional: "Feeling Good" sustituyó al tema de Wham! "Freedom" y "The First Time Ever I Saw Your Face" (de Songs from the Last Century) fue cambiada por "Round Here", una canción de Patience que no fue lanzado como sencillo en los Estados Unidos.
Una versión limitada de lujo de la edición de 3-CD fue lanzada en los Estados Unidos exclusivamente por Best Buy. La lista de canciones para el tercer CD es la misma que la versión internacional, pero a diferencia de la versión 2-CD de Estados Unidos, la versión de lujo incluye "Freedom" en lugar de "Feeling Good". La versión 3-CD viene en un digipak. Incluye un libreto a color de 36 páginas con letra para cada pista, junto con capturas de pantalla de los videos de la mayoría de las pistas de los dos primeros CD. Twenty Five debutó en el # 23 en el Billboard 200. Actualmente las ventas en Estados Unidos están en 94.000 copias vendidas. El álbum posee actualmente 2 veces la certificación de platino IFPI, habiendo vendido más de 2 millones de copias. Las ventas mundiales están cerca de 3,5 millones de copias.

## Lista de canciones (lanzamiento internacional)

### Disco 1: For Living
1. "Everything She Wants" (Wham!) – 6:33
2. "Wake Me Up Before You Go-Go" (Wham!) – 3:52
3. "Freedom" (Wham!) – 5:20
4. "Faith" – 3:15
5. "Too Funky" – 3:46
6. "Fastlove" – 5:28
7. "Freedom! '90" – 6:30
8. "Spinning The Wheel" – 6:09
9. "Outside" – 4:44
10. "As" (featuring Mary J. Blige) – 4:43
11. "Freeek!" – 4:32
12. "Shoot the Dog" – 5:08
13. "Amazing" – 4:25
14. "Flawless (Go to the City)" – 4:50
15. "An Easier Affair" – 4:38

### Disco 2: For Loving
1. "Careless Whisper" (primer sencillo como solista) – 5:04
2. "Last Christmas" (Wham!) – 4:27
3. "A Different Corner" (second solo single) – 4:03
4. "Father Figure" – 5:40
5. "One More Try" – 5:53
6. "Praying For Time" – 4:41
7. "Heal the Pain" (featuring Paul McCartney) – 4:43
8. "Don't Let The Sun Go Down On Me" (featuring Elton John) – 5:48
9. "Jesus to a Child" – 6:50
10. "Older" – 5:34
11. "Round Here" – 5:55
12. "You Have Been Loved" – 5:28
13. "John and Elvis Are Dead" – 4:23
14. "This Is Not Real Love" (featuring Mutya) – 4:56

### Disco 3: For the Loyal (solo edición limitada)
1. "Understand" – 5:56
2. "Precious Box" – 7:36
3. "Roxanne" – 4:10
4. "Fantasy" – 5:02
5. "Cars and Trains" – 5:51
6. "Patience" – 2:52
7. "You Know That I Want To" – 4:32
8. "My Mother Had a Brother" – 6:19
9. "If You Were There" (Wham!) – 3:43
10. "Safe" – 4:25
11. "American Angel" – 4:08
12. "My Baby Just Cares for Me" – 1:43
13. "Brother, Can You Spare a Dime?" – 4:27 (tocada en Pavarotti & Friends)
14. "Please Send Me Someone (Anselmo's Song)" – 5:25
15. "Through" – 4:52

### Versión en deacarga digital (2 bonus tracks y 4 videos)
1. "I'm Your Man" – 6:52 (con Wham!; bonus track en versión digital)
2. "Edith and Kingpin" – 3:41 (bonus track en versión digital)
3. "I'm Your Man" – 3:59 (con Wham!; video)
4. "John and Elvis Are Dead" – 4:23 (video)
5. "An Easier Affair" – 4:31 (video)
6. "Father Figure" – 5:34 (video)

## Lista de canciones (Lanzamiento en Norteamérica)

### Disco 1: For Living
1. "Everything She Wants" (Wham! – 6:33
2. "Wake Me Up Before You Go-Go" (Wham!) – 3:52
3. "Feeling Good" – 2:52
4. "Faith" – 3:15
5. "Too Funky" – 3:46
6. "Fastlove" – 5:28
7. "Freedom! '90" – 6:30
8. "Spinning the Wheel" – 6:09
9. "Outside" – 4:44
10. "As" (featuring Mary J. Blige) – 4:43
11. "Freeek!" – 4:32
12. "Shoot the Dog" – 5:08
13. "Amazing" – 4:25
14. "Flawless (Go to the City)" – 4:50
15. "An Easier Affair" – 4:38

### Disc 2: For Loving
1. "Careless Whisper" (primer sencillo como silista) – 5:04
2. "Last Christmas" (Wham!) – 4:27
3. "A Different Corner" (segundo sencillo cono solista) – 4:03
4. "Father Figure" – 5:40
5. "One More Try" – 5:53
6. "Praying for Time" – 4:41
7. "Heal the Pain" (featuring Paul McCartney) – 4:43
8. "Don't Let The Sun Go Down On Me" (featuring Elton John) – 5:48
9. "Jesus to a Child" – 6:50
10. "Older (canción)" – 5:34
11. "The First Time Ever I Saw Your Face"
12. "You Have Been Loved" – 5:28
13. "John and Elvis Are Dead" – 4:23
14. "This Is Not Real Love" (featuring Mutya) – 4:56

### Disc 3: For the Loyal (Exclusivo deBest Buy)
1. "Understand" – 5:56
2. "Precious Box" – 7:38
3. "Roxanne" – 4:11
4. "Fantasy" – 5:03
5. "Cars and Trains" – 5:51
6. "Patience" – 2:53
7. "You Know That I Want To" – 4:32
8. "My Mother Had a Brother" – 6:20
9. "If You Were There" (Wham!) – 3:44
10. "Safe" – 4:25
11. "American Angel" – 4:09
12. "My Baby Just Cares for Me" – 1:43
13. "Brother, Can You Spare a Dime?" – 4:27 (performed at Pavarotti & Friends)
14. "Please Send Me Someone (Anselmo's Song)" – 5:25
15. "Through" – 4:55

## Lista de posiciones
| País           | Mejor posición |
| -------------- | -------------- |
| Australia      | 9              |
| Austria        | 19             |
| Bélgica        | 2              |
| Dinamarca      | 2              |
| Irlanda        | 9              |
| Italia         | 2              |
| Hunria         | 2              |
| Países Bajos   | 2              |
| Noruega        | 10             |
| España         | 10             |
| Suiza          | 3              |
| Suecia         | 2              |
| Reino Unido    | 1              |
| Estados Unidos | 23             |